# Werner Ekman
Werner Ekman   (Rantasalmi, 15 de maig de 1893 - Seinäjoki, 3 d'octubre de 1968) va ser un tirador finlandès que va competir durant la dècada de 1920.
El 1924 va prendre part en els Jocs Olímpics de París, on va disputar dues proves del programa de tir. Guanyà la medalla de bronze en la prova de la fossa olímpica per equips, juntament a Konrad Huber, Robert Huber, Toivo Tikkanen, Georg Nordblad, Karl Magnus Wegelius, mentre en la prova individual de fossa fou onzè.